# 李孝基 (唐朝)
李孝基（？—619年），為唐高祖李淵之從父弟，父李璋（李渊四叔），永安壮王。
武德元年（618年），封永安郡王，历任陕州总管、鸿胪卿，因罪夺官。武德二年，刘武周入侵太原，夏县人吕崇茂呼应。李孝基为行军总管统帅工部尚书独孤怀恩、内史侍郎唐俭、陕州总管于筠攻打。后来尉迟敬德至，与吕崇茂夹击，唐军大败。李孝基及于筠等都被俘虏，密谋亡归，为刘武周军所害。唐高祖为其发哀，优赐其家。晋阳平定，没有找到尸体，招魂以葬，赠左卫大将军及谥号壮。李孝基無子，“以从兄韶子道立为嗣”。

## 延伸阅读
[在维基数据编辑]
 《舊唐書·卷60》，出自刘昫《舊唐書》
 《新唐書·卷078》，出自《新唐書》